# Bernard Lacoste
Bernard Lacoste (Parijs, 22 juni 1931 - aldaar, 21 maart 2006) was een Franse stilist en ondernemer.
De vader van Bernard Lacoste, René Lacoste, die als toptennisser door het winnen van de Davis Cup in 1927 de bijnaam krokodil kreeg, stichtte in 1933 het modebedrijf Lacoste. Dit bedrijf is bekend om zijn poloshirts met als logo een krokodil. Naast de poloshirts maakt het bedrijf schoenen, parfum, horloges en brillen.
Bernard zat op het Gymnasium in Frankrijk en bereikte de Bachelor Natuurkunde aan de Princeton University in de Verenigde Staten. Van februari 1954 tot februari 1956 was hij luitenant de Franse Luchtmacht. Van 1956 tot 1963 werkte hij bij General Motors in Frankrijk.
Sinds 1964 was Bernard manager van de wereldwijd bekende onderneming Lacoste. Toen hij de onderneming overnam werden er per jaar ca. 300.000 kledingstukken gemaakt. In 2005 had het bedrijf een jaaromzet van 1,3 miljard euro, maakte bijna 50 miljoen kledingstukken die werden verkocht in 110 landen.
In september 2005 gaf Bernard de leiding van het bedrijf wegens gezondheidsredenen aan zijn broer Michel Lacoste. Zes maanden later stierf hij op 74-jarige leeftijd na een ernstige ziekte.